# Butia leptospatha
Coletada uma única vez no Brasil em 1936 e descrita em 1940, nunca mais foi encontrada em seu habitat natural no sul do Mato Grosso do Sul, uma vez que toda a vegetação do cerrado onde ela ocorria foi virtualmente varrida da região. Não há registro da existência de nenhum exemplar cultivado desta espécie em qualquer parte do mundo. Recentemente foi encontrado um exemplar da espécie no Paraguai.